# Honjō
Honjō (本庄市, Honjō-shi) est une ville située dans la préfecture de Saitama, au Japon.

## Géographie

### Situation
Honjō est située dans le nord-ouest de la préfecture de Saitama.

### Municipalités limitrophes
| Kamisato | Isesaki | Fukaya   |
| Kamikawa | Honjō   | Misato   |
| Kamikawa | Minano  | Nagatoro |

### Démographie
En mai 2021, la population de la ville de Honjō était de 74 462 habitants répartis sur une superficie de 89,69 km2.

### Hydrographie
La ville est bordée par le fleuve Tone au nord.

### Climat
Honjō a un climat subtropical humide caractérisé par des étés chauds et des hivers frais avec peu ou pas de chutes de neige. La température moyenne annuelle est de 14,5 °C. La pluviométrie annuelle moyenne est de 1 258 mm, septembre étant le mois le plus humide. Les températures sont les plus élevées en moyenne en août, autour de 26,7 °C, et les plus basses en janvier, autour de 3,9 °C.

## Histoire
La ville moderne de Honjō a été fondée le 1er juillet 1954. Le 10 janvier 2006, le bourg de Kodama (district de Kodama) a été intégré à Honjō.

## Transports
Honjō est desservie par la ligne Shinkansen Jōetsu à la gare de Honjō-Waseda. La ville est aussi desservie par les lignes Takasaki (gare de Honjō) et Hachikō (gare de Kodama) de la JR East.

## Jumelages
- Kazo (Japon)
- Shibukawa (Japon)

## Personnalités liées à la ville
- Takekoshi Yosaburō (1865-1950), historien et homme politique
- Yukiko Kada (née en 1950), femme politique